# Kenzo Nakamura
Kenzo Nakamura (Fukuoka (prefectuur), 18 oktober 1973) is een Japans judoka. Nakamura won tijdens de Aziatische kampioenschappen judo 1995 de titel in het lichtgewicht. Nakamura nam samen met zijn broers Yukimasa en Yoshio deel aan de Olympische Zomerspelen 1996. Kenzo Nakamura won tijdens deze spelen de gouden medaille zijn broer de zilveren medaille in het halflichtgewicht. Nakamura werd in 1997 wereldkampioen in Parijs. Nakamura won in aanloop naar de Olympische Zomerspelen 2000 zijn tweede Aziatische titel.

## Resultaten
- Aziatische kampioenschappen judo 1995 in New Delhi  in het lichtgewicht
- Olympische Zomerspelen 1996 in Atlanta  in het lichtgewicht
- Wereldkampioenschappen judo 1997 in Parijs  in het lichtgewicht
- Aziatische Spelen 1998 in Bangkok  in het lichtgewicht
- Aziatische kampioenschappen judo 2000 in Osaka  in het lichtgewicht
- Olympische Zomerspelen 2000 in Sydney 9e in het lichtgewicht

1964: Takehide Nakatani ·
1972: Takao Kawaguchi ·
1976: Héctor Rodríquez ·
1980: Ezio Gamba ·
1984: Ahn Byeong-keun ·
1988: Marc Alexandre ·
1992: Toshihiko Koga ·
1996: Kenzo Nakamura ·
2000: Giuseppe Maddaloni ·
2004: Lee Won-hee ·
2008: Elnur Mammadli · 
2012: Mansoer Isajev · 
2016: Shohei Ono · 
2020: Shohei Ono · 
2024: Hidayet Heydarov